# Marcelo Odebrecht

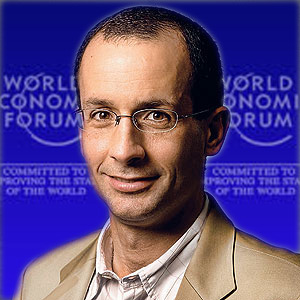
Marcelo Odebrecht (2007).

Marcelo Bahia Odebrecht (* 18. Oktober 1968 in Salvador da Bahia) ist ein brasilianischer Bauingenieur und Milliardär. Er führte ab dem 1. Januar 2002 als Präsident den Familienkonzern Construtora Norberto Odebrecht (CNO) mit Sitz in Salvador da Bahia, Brasilien. Odebrecht ist Lateinamerikas größtes Ingenieur- und Bauunternehmen. 2015 wurde Marcelo Odebrecht im Zuge der Operaçao Lava Jato („Operation Hochdruckreiniger“) wegen weitreichender Korruption, Geldwäsche und der Beteiligung an einer kriminellen Organisation verhaftet und später zu 19 Jahren Gefängnis verurteilt.

## Leben
Marcelo Odebrecht erwarb seinen Abschluss im Bauingenieurwesen an der Universidade Federal da Bahia im Jahr 1991. Er schloss sich der Odebrecht-Gruppe im Jahr 1992 an. Seit seinem Eintritt in das Familienunternehmen hat er die Präsenz der Gruppe in Lateinamerika, Angola, Portugal und den Vereinigten Staaten konsolidiert und neue Märkte im Nahen Osten dazugewonnen.
Marcelo Odebrecht war Vize-Präsident der brasilianischen Vereinigung für Infrastruktur und Basis-Industrie (ABDIB) seit 2005 und ist CEO der Tochtergesellschaft Braskem. Ende 2008 wurde Marcelo Präsident der Organisation Odebrecht, der Holdinggesellschaft der Gruppe mit einem Jahresumsatz von 45,044 Mrd. US-Dollar (2010).
Im Zuge der Operação Lava Jato ist Marcelo Odebrecht am 19. Juni 2015 von der brasilianischen Bundespolizei verhaftet worden. Ihm wurde Korruption vorgeworfen. Er soll ein Kartell zur Vergabe von Aufträgen des staatlichen Ölkonzerns Petrobras angeführt haben. Nach einem Monat Untersuchungshaft wurde Marcelo Odebrecht von der Staatsanwaltschaft wegen Verdachts auf Wirtschaftskriminalität, Beamtenbestechung, Geldwäsche und Preisabsprache angeklagt und am 8. März 2016 zu 19 Jahren und vier Monaten Haft verurteilt. Aufgrund nachträglicher Kooperation im Rahmen einer Kronzeugenregelung konnte er durch die Nennung einzelner Schmiergeldempfänger seine Haftstrafe auf zehn Jahre reduzieren. Neben Odebrecht lieferten auch 78 weitere Manager seines Konzerns den Ermittlern Ende 2016 umfassend Informationen zu der Korruption ihres Unternehmens. Die Aussagen lösten einen der größten Anti-Korruptionsfälle in der Geschichte Lateinamerikas aus. Zu den Verdächtigen gehören die Ex-Präsidenten Fernando Henrique Cardoso (PSDB), Luis Inácio Lula da Silva und Dilma Rousseff, ebenso wie der damals amtierende Präsident Michel Temer.
Im Dezember 2017 wurde Marcelo Odebrecht in den Hausarrest entlassen, er verbringt seine restliche Haftstrafe in seinem Haus in São Paulo.